# Marielle Franco

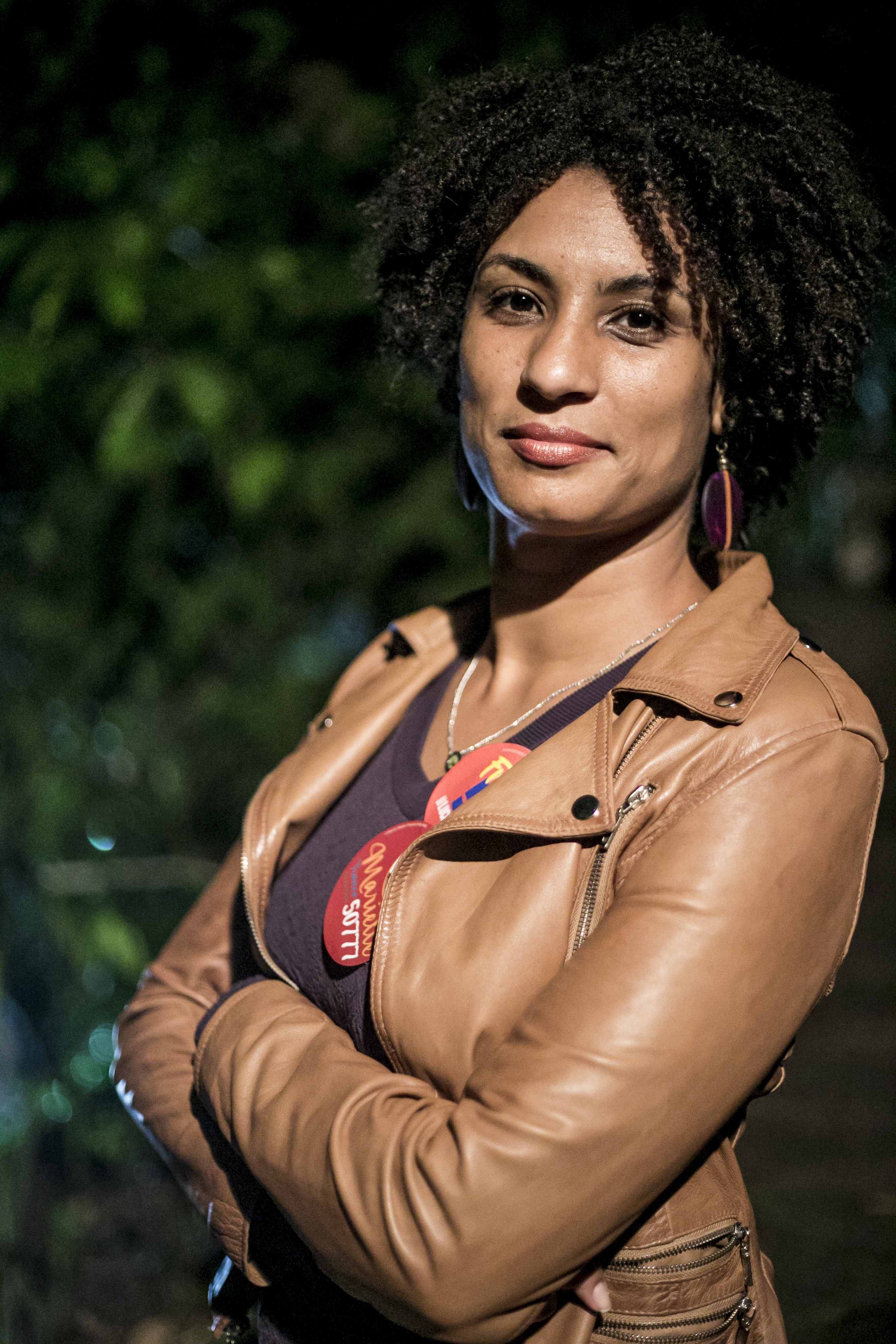
Marielle Franco (2016)

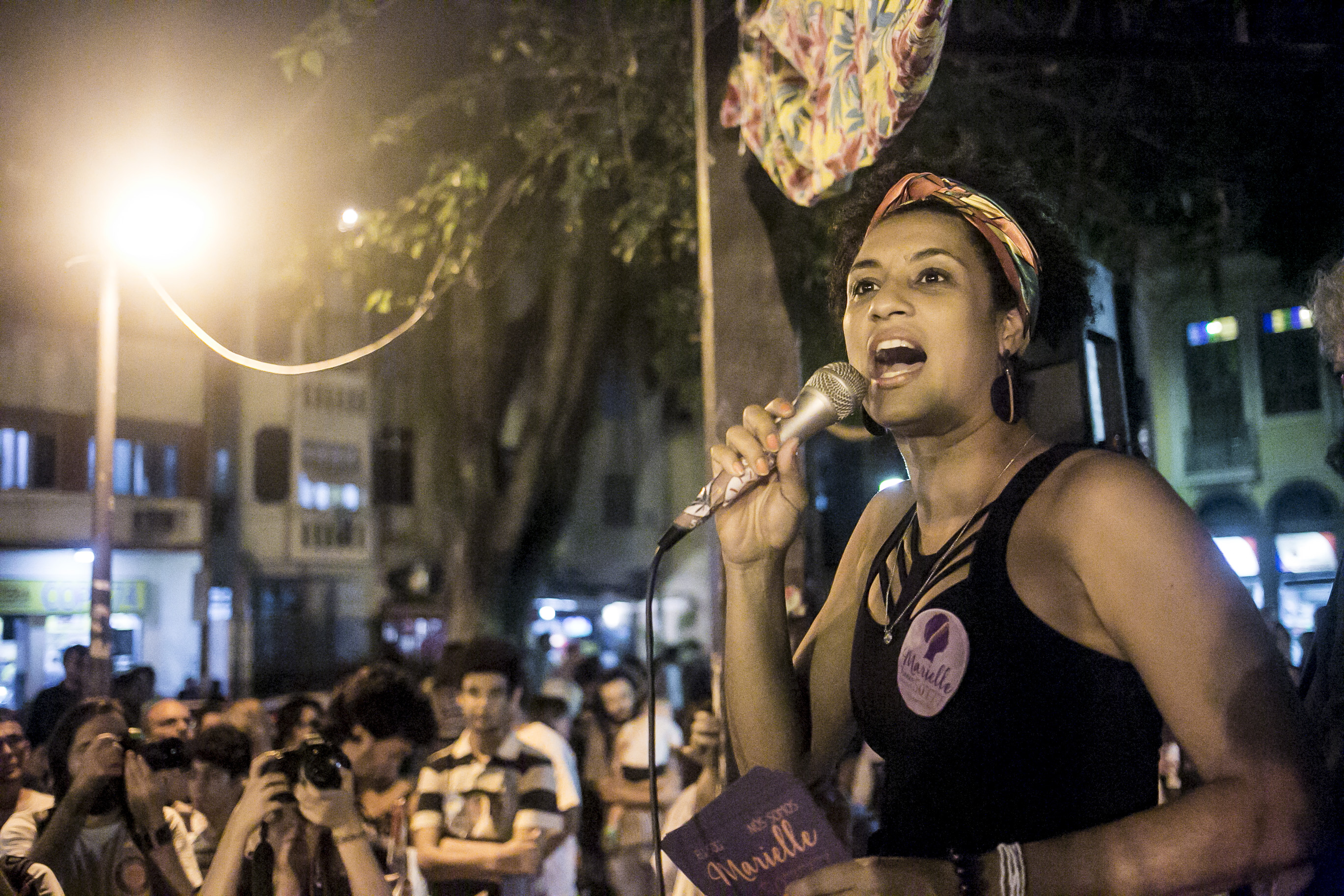
Marielle Franco im August 2016

Marielle Franco, eigentlich Marielle Francisco da Silva (geboren am 27. Juli 1979 in Rio de Janeiro; gestorben am 14. März 2018 ebenda), war Soziologin und Stadträtin in Rio de Janeiro. Sie war Mitglied der brasilianischen Partei für Sozialismus und Freiheit (PSOL) und Präsidentin des Frauenausschusses des Stadtparlaments. Am 14. März 2018 wurde Marielle Franco in Rio de Janeiro Opfer eines Attentats.

## Leben und Wirken
Die Afrobrasilianerin Franco wuchs in der Favela Maré in Rio de Janeiro auf. Bereits mit 11 Jahren begann sie als Straßenhändlerin Geld für ihre Schulgebühren zu verdienen. Als Jugendliche war sie Teil der bekannten Tanz- und Musikgruppe Furacão 2000, aus der später viele bekannte Künstler wie Anitta hervorgehen sollten. Nach dem Abschluss ihrer Schullaufbahn konnte sie sich im ersten gemeinschaftlichen, kostenlosen Vorbereitungskurs der Maré auf die Aufnahmeprüfung der Universität vorbereiten. Franco bestand diese und erhielt ein Stipendium, um an der Päpstlichen Katholischen Universität von Rio de Janeiro Sozialwissenschaften zu studieren. 2014 schloss sie an der Universidade Federal Fluminense in Niterói ein Postgraduiertenstudium im Studienfach Öffentliche Verwaltung mit einer Arbeit über den Einfluss der Unidade de Polícia Pacificadora auf die Wahrnehmung der Favelas ab (Titel der Arbeit: UPP – a redução da favela a três letras).
Marielle Franco setzte sich ab dem Jahr 2000, als sie bei einem Schusswechsel zwischen der Polizei und einer Drogenbande eine Freundin durch eine sogenannte Bala perdida, eine verirrte Kugel, verlor, regelmäßig für Menschenrechte in Rio de Janeiro ein. 2006 trat sie dem Wahlkampfteam des PSOL-Abgeordneten Marcelo Freixo bei und wurde nach dessen Wahl zu seiner politischen Beraterin. 2016 trat sie erstmals selbst als Kandidatin an und wurde bei der Kommunalwahl 2016 mit 46.502 Stimmen ins Stadtparlament gewählt. Sie war dabei die Person, die brasilienweit die fünftmeisten Stimmen für sich gewann. Politisch setzte sie sich zeit ihres Lebens für die Rechte der zumeist schwarzen Favelabewohner und insbesondere Favelabewohnerinnen ein. Sie prangerte regelmäßig Polizeigewalt bei Einsätzen in den Favelas Rio de Janeiros an und forderte eine andere Politik im Umgang mit Armut. Außerdem stand sie für eine Liberalisierung der Drogenpolitik. Franco war als Kämpferin für das Recht auf Abtreibung bekannt. Sie symbolisierte und repräsentierte als schwarze, offen lesbisch lebende, feministische, anti-kapitalistisch orientierte Frau, Mutter und Politikerin eine für die brasilianische Politik seltene Diversität. Posthum wurde sie 2019 mit dem Diploma Bertha Lutz ausgezeichnet.
Nachdem sich Präsident Lula Ende Oktober 2022 gegen den rechten Amtsinhaber Jair Bolsonaro durchgesetzt hatte, ernannte er ihre Schwester, Anielle Franco, zur Ministerin für die Gleichstellung ethnischer Gruppen (Ministério da Igualdade Racial).

## Ermordung

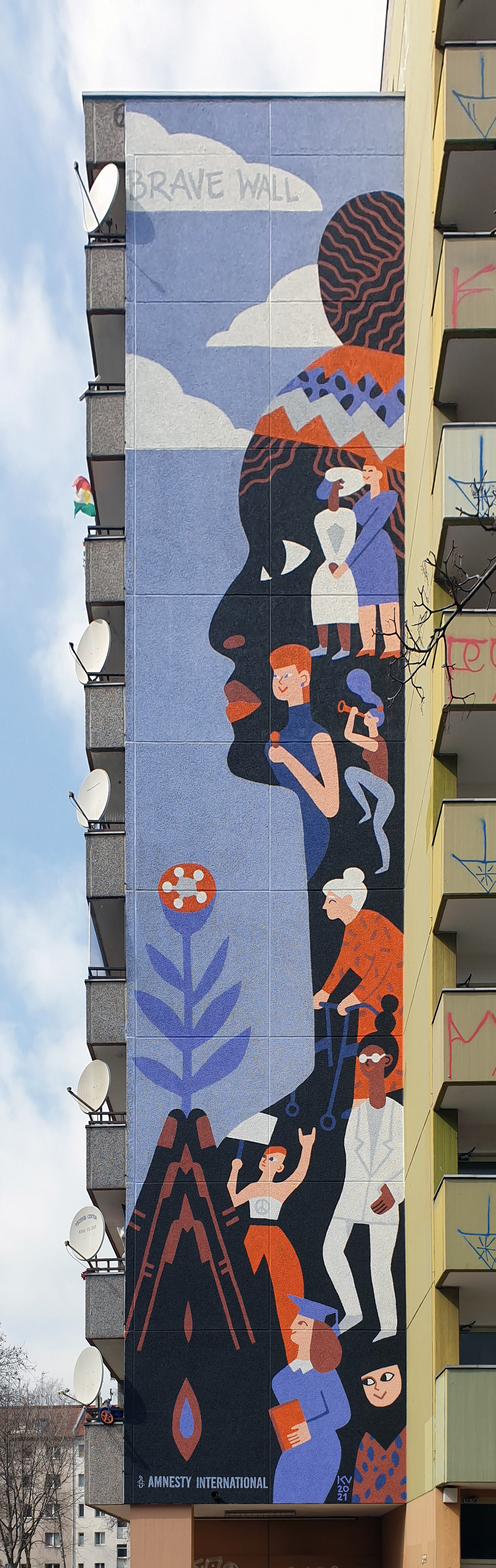
Wandmalerei am Haus, Gitschiner Straße 64, in Berlin-Kreuzberg

Am 14. März 2018 wurden sie und ihr Fahrer Anderson Gomes in ihrem Auto erschossen. Francos Pressesprecherin, die Journalistin Fernanda Chaves, überlebte das Attentat verletzt. Francos Ermordung löste Proteste aus; Tausende sprachen sich bei Kundgebungen für Gerechtigkeit und ein Ende der Gewalt im Land aus.
Sie wurde am 15. März 2018 auf dem Friedhof Caju beerdigt.

## Ermittlungen nach ihrer Ermordung
Die schleppenden Ermittlungen nach ihrem Tod wurden zu einem Politikum. Die für die Ermittlungen Verantwortlichen wurden mehrfach ausgetauscht, im Juli 2021 wurde bereits der vierte Leiter der Mordkommission eingesetzt.
Im März 2019 verhaftete die Polizei den Ex-Polizisten Ronnie Lessa, der die Schüsse abgegeben haben soll und Élcio Vieira de Queiroz als Fahrer des Tatfahrzeuges.
Erneute politische Verwerfungen verursachte der Mord an Franco im Oktober 2019. Der Fernsehsender „Rede Globo“ berichtete aus den Ermittlungsakten, dass einer der mutmaßlichen Täter einige Stunden vor dem Mord einen Komplizen besuchte, der in derselben Wohnanlage lebte wie Jair Bolsonaro, der zu dieser Zeit Kongressabgeordneter war und im Oktober 2018 zum Präsidenten gewählt wurde. Der mutmaßliche Täter soll nach Aussage eines Portiers zunächst nach Bolsonaro gefragt haben, dann aber eine andere Wohnung in dem Komplex aufgesucht haben.
Der von der Polizei gesuchte Milizionär Adriano da Nóbrega wurde der Mittäterschaft verdächtigt. Adriano da Nóbrega wurde am 9. Februar 2020 bei einer Polizeiaktion im Bundesstaat Bahia von der Polizei erschossen.
Wegen der mutmaßlichen Beteiligung von Amtsträgern wurde der Fall an das brasilianische Oberste Bundesgericht (Supremo Tribunal Federal, STF) weitergeleitet, das die Ermittlungen Mitte März 2024 übernahm. Am 23. März unterzeichnete Ronnie Lessa eine Vereinbarung mit der Bundespolizei, in der er sich bereit erklärte Einzelheiten des Verbrechens preiszugeben.
Am 24. März 2024 verhaftete die Bundespolizei als die Hauptverdächtigen Drahtzieher Domingos Brazão, einen Berater des staatlichen Rechnungshofs, seinen Bruder Chiquinho Brazão, Bundesabgeordneter für Rio de Janeiro und Vertreter der rechtsgerichteten Partei União Brasil, und den ehemaligen Leiter der Zivilpolizei von Rio de Janeiro, Rivaldo Barbosa. Die Nachricht von der Rolle Barbosas schockierte die Angehörigen Marielles. Obwohl er für die Planung des Attentats verantwortlich gemacht wird, empfing er einen Tag danach die Familie und versprach, den Fall zu lösen. Ein Foto, das ihn mit den Eltern des Opfers auf einem Sofa sitzend zeigt, war eines der am häufigsten geteilten nach seiner Verhaftung. Im Juni 2024 hat Brasiliens Oberster Bundesgerichtshof die Klage gegen die drei Verdächtigen einstimmig angenommen.
Am 31. Oktober 2024 wurde Ronnie Lessa zu einer Haftstrafe von 78 Jahren und neun Monaten und Élcio Queiroz zu  59 Jahren und acht Monaten verurteilt. Die Zusammenarbeit zwischen Politikern und dem organisierten Verbrechen bei Marielle Francos Ermordung ist noch ungeklärt. Der Prozess gegen die Drahtzieher des Verbrechens steht noch aus (Stand November 2024).

## Erinnerung

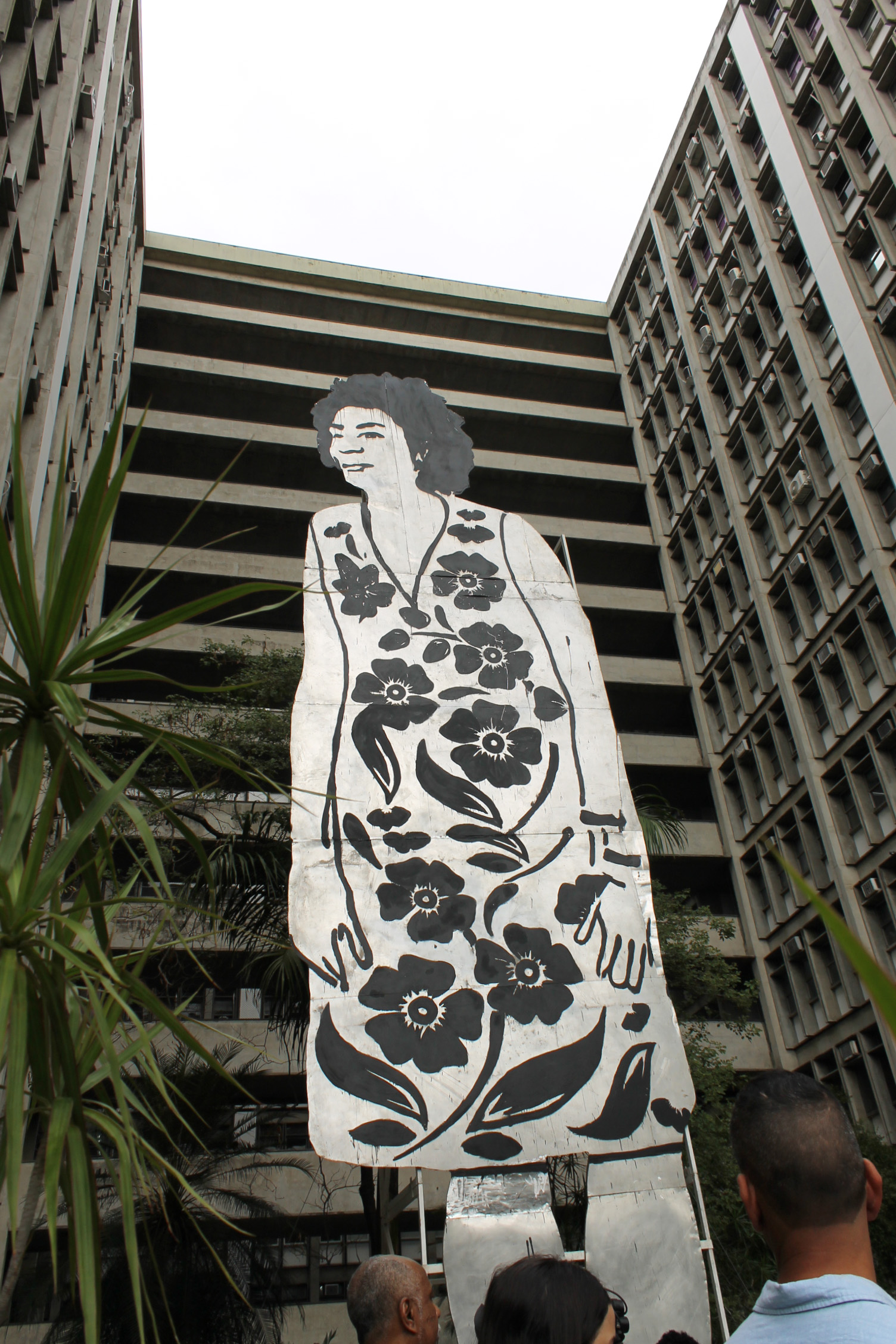
Skulptur von Paulo Nazareth in Rio de Janeiro

- In Berlin-Kreuzberg erinnert ein Wandgemälde der Künstlerin Katerina Voronina an einer Hausfassade an Marielle Franco.[26]
- Die Stadt Rio de Janeiro benannte 2021 ihre Kommission zur Bekämpfung der Gewalt gegen Frauen nach Marielle Franco.[27]
- Im November 2023 brachte die brasilianische Post eine Briefmarke zu ihrer Würdigung heraus.[28]
- Am 28. Juli 2025 wurde an der Universität von Rio de Janeiro eine Skulptur zu Ehren von Marielle Franco eingeweiht. Das aus Metall, Aluminium und Holz gefertigte Werk ist etwa 11 Meter hoch und gehört zur Serie Corte-seco des Künstlers Paulo Nazareth.[29]